# Siget (Zagreb)
Siget je zagrebački kvart i mjesni odbor na zapadnom dijelu Novog Zagreba. Graniči sa Sopotom na istoku, Trnskom na zapadu, Zagrebačkim velesajmom na sjeveru i Podbrežjem na jugu. Administrativno pripada gradskoj četvrti Novi Zagreb – zapad utemeljenoj Statutom Grada Zagreba 14. prosinca 1999.
U kvartu se nalaze razni sadržaji: trgovački centar Avenue Mall, dom zdravlja s dežurnom ljekarnom, Autoklub Siget, prekršajni sud i gradski područni ured Novi Zagreb u kojem se nalazi sjedište i vijeće gradske četvrti. U Sigetu se nalazi poštanski ured 10020 Zagreb-Novi Zagreb nadležan za cijelu gradsku četvrt Novi Zagreb – zapad.

## Opis
U Sigetu živi 8.714 stanovnika (2021.) Površina naselja je 72,6 ha.
Prva velika građevina u Sigetu je bio Brodarski institut, građen od 1949. do 1959. godine. Prostor Instituta zauzima veći dio istočnog dijela kvarta te je zaštićen kao kulturno-povijesna cjelina. Gradnja stambenih zgrada započeta je 1963. godine prema urbanističkim rješenjima grada Zagreba. Prvi izgrađeni objekti bili su stambene zgrade br. 14, 15, 20 i 21, zatim 1966. stambene zgrade 16 i 22, te šest nebodera na sjeveru naselja. Od svibnja 1968. do kraja 1969. godine, građen je kompleks od 25 obiteljskih kuća. Prvi stanari su useljeni u siječnju 1965. godine, i to u stambenu zgradu br. 14.
Na zapadu se nalazi Park mladenaca koji dijeli Siget od Trnskog. Uz Park mladenaca nalazi se impresivan neboder Super Andrija u kojemu se nalazi i pošta. Na jugu kvarta još nalaze se oranice koje bi trebale biti pretvorene u jedan od parkova unutar Plave potkove.
U sjeveru uz  Aveniju Dubrovnik ističe se šest stambenih nebodera. U središtu naselja se nalazi osnovna škola Većeslav Holjevac, nazvana po gradonačelniku pod kojim je projekt gradnje Novog Zagreba započet. Gradnja škole započeta je 1965., a otvorena je 26. prosinca 1967. godine. Na jugoistoku se nalaze Park 102. brigade HV i Trg sv. križa na kojem se nalazi crkva Svetog Križa. 

## Sport
U Sigetu se nalazi NŠC Stjepan Spajić, stadion NK Hrvatski dragovoljac Zagreb. Pored stadiona se nalaze tereni za odbojku na pijesku i košarku, par stolova za stolni tenis te rampa za skejtanje.

## Poznate osobe
- Branimir Štulić
- Davor Gobac

## Vanjske poveznice
- Službene stranice Grada Zagreba